# Asura cancellata
Asura cancellata är en fjärilsart som beskrevs av Arnold Pagenstecher 1900. Asura cancellata ingår i släktet Asura och familjen björnspinnare. Inga underarter finns listade i Catalogue of Life.